# RTL 102.5 TV

Logo RTL 102.5 TV

RTL 102.5 TV je italská hudební rádio-televize.
Vznikla v roce 2000 pod názvem 102.5 Hit Channel. Jedná se o první tzv. "real music tv", to znamená, že televize nevysílá z klasických studií, ale kamery jsou nainstalovány v rádiových studiích RTL a tímto způsobem divák sleduje prakticky nonstop moderátory při moderování pořadů. Stejná programová skladba se vysílá i na FM frekvenci 102,5 MHz (v Itálii) pod názvem RTL 102.5.
Programová skladba je klasická, tzn. písničky na přání, diskuze a klipy.
Kanál vysílá volně v digitální síti po celé Itálii (DVB-T), nekódovaně na satelitu Hot Bird a na internetu.
Je to jedna z mála hudebních televizí, která vysílá zvuk v Dolby Surround.